# 陳澤武
陳澤武（葡萄牙語：Chan Chak Mo，1951年—）是澳門商人及政治人物，現任澳門特別行政區立法會間接選舉（文化及體育界）議員及行政會委員，曾任澳門第二至第六屆立法會議員、都市更新委員會委員及旅遊發展委員會委員，並曾為上海市第八至十二屆政協委員。他於2001年首次當選立法會議員，長期關注飲食、文化、城市規劃及旅遊政策，亦積極參與多個本地工商及政策諮詢機構。

## 經歷
陳澤武生於香港，早年赴美國內華達州門羅學院修讀工商管理，取得學士學位，返澳後又於亞洲（澳門）國際公開大學獲得工商管理碩士學位。他活躍於工商界與飲食業界，長期擔任澳門飲食業聯合商會理事長，推動本地餐飲文化與行業發展。
1993年至2018年間，陳澤武擔任上海市第八至第十二屆中國人民政治協商會議委員，並於1999年參與澳門特別行政區第一屆政府推選委員會工作。自2001年起，他連續當選為澳門立法會第二至第六屆議員，代表文化及體育界功能界別，期間亦多次擔任立法會小組委員會主席，主理土地法、旅遊稅條例、飲食稅制等相關法案審議。
他曾於2012年至2018年期間擔任澳門旅遊發展委員會委員，亦於2016年至2021年擔任都市更新委員會委員，參與城市規劃與老舊社區重建政策諮詢。2025年1月，他再度獲行政長官委任為行政會委員。
除政治職務外，陳澤武亦積極參與社會事務，關注中小企業政策、文化資產保護及飲食業監管制度等議題，為工商業界與政府間溝通橋樑。